# Luís da Baviera
Luís Carlos Maria Príncipe da Baviera (em alemão, Ludwig Karl Maria Prinz von Bayern; Munique, 22 de junho de 1913 – Starnberg, 17 de outubro de 2008) foi um príncipe bávaro da Casa de Wittelsbach.

## Início de vida

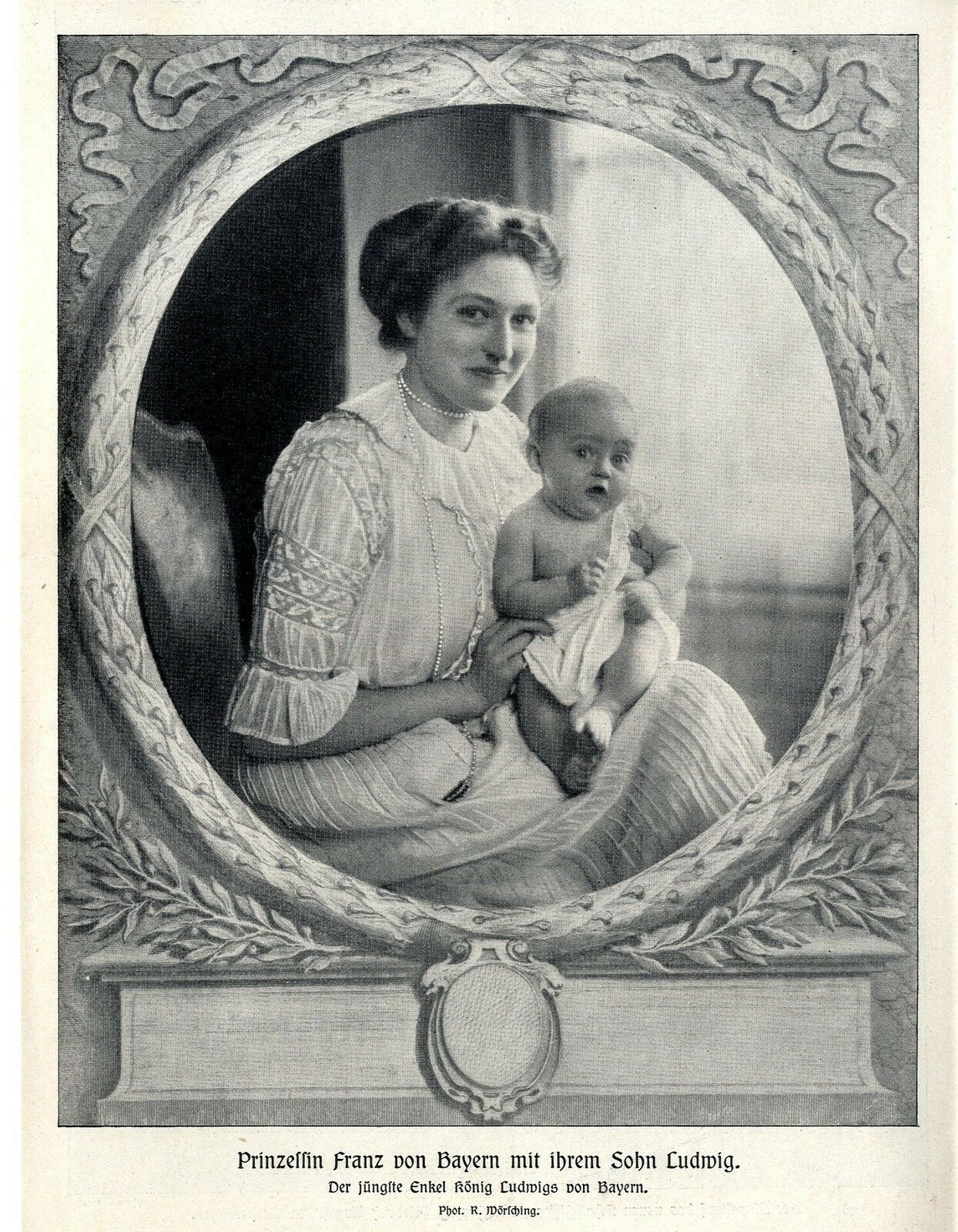
Luís com sua mãe Isabel em 1914.

O príncipe Luís nasceu em 22 de junho de 1913 no Palácio Nymphenburg, no então Reino da Baviera. Era o filho primogênito do príncipe Francisco da Baviera, filho do rei Luís III da Baviera, e sua esposa Isabel de Croÿ. Depois de se formar no Maximilians-Gymnasium (localizado em Munique), Luís estudou silvicultura em uma universidade na Hungria. Em 1939, como a maioria dos jovens alemães de sua idade, ele foi convocado para o serviço militar, servindo como um Gebirgsjäger. No entanto, sua carreira no exército alemão foi de curta duração. No início de 1941, Luís foi dispensado de todas as tarefas de combate como resultado do Prinzenerlass, que proibia membros de casas reais da Alemanha de participarem de operações militares. Ele passou o resto da guerra em Sárvár, na Hungria, onde sua família possuía um castelo. Em 1945, sua família fugiu da Hungria e se estabeleceu em Leutstetten, perto de Starnberg, na Baviera.

## Casamento e filhos
Em 19 de julho de 1950, Luís casou-se com sua prima em primeiro grau, a princesa Ermengarda da Baviera, filha de Ruperto, Príncipe Herdeiro da Baviera e de sua segunda esposa, a princesa Antonieta de Luxemburgo. O casamento civil teve lugar em Leutstetten, e a cerimônia religiosa ocorreu um dia depois no Palácio Nymphenburg em Munique. 
O casal teve três filhos:
- Leopoldo da Baviera (nascido em 14 de abril de 1951 em Leutstetten), casado em 25 de junho de 1979 em Starnberg, com Katrin Beatrix Wiegand (nascida em 19 de setembro de 1951 em Munique), filha de Gerd Wiegand e Ellen Schumacher. Eles têm cinco filhos.
- Princesa Maria da Baviera (nascida e falecida em 3 de janeiro de 1953 em Leutstetten)[1]
- Princesa Filipa da Baviera (nascida e falecida em 26 de junho de 1954 em Leutstetten)[2]

## Últimos anos
Após a morte do príncipe herdeiro Ruperto, em 1955, Luís e Ermengarda mudaram-se para o Castelo de Leutstetten, onde Ermengarda continuou a viver após a morte do marido. Luís foi Grande Prior da Ordem Bávara de São Jorge, Cavaleiro da Ordem de São Humberto e, a partir de 1960, Cavaleiro da Ordem do Tosão de Ouro.
Luís morreu de pneumonia no Castelo de Leutstetten em 17 de outubro de 2008, aos 95 anos. Na quarta-feira, 22 de outubro, às 10h, uma Liturgia Funeral foi realizada na igreja do Mosteiro de Andechs. Depois da missa, seu corpo foi enterrado no cemitério de Wittelsbach, nos terrenos da abadia.